# Douglas Dvorak
Douglas Dvorak est un joueur américain de volley-ball né le 29 juillet 1958 à Los Angeles.

## Palmarès

### En équipe nationale
- Jeux olympiques (2)
  - Vainqueur : 1984[1]
- Championnats du monde (1)
  - Vainqueur : 1986